# Martin Pappenheim
Martin Pappenheim (ur. 4 listopada 1881 w Pressburgu, zm. 26 listopada 1943 w Tel Avivie) – austriacki neurolog i psychiatra.

## Życiorys
Od 1891 do 1899 uczył się w Maximiliangymnasium w Wiedniu. Od 1899 do 1905 studiował medycynę na Uniwersytecie Wiedeńskim, 18 maja 1905 ukończył studia. W 1915 roku habilitował się z neurologii i psychiatrii, w 1924 został profesorem nadzwyczajnym.
Jego córka Else Pappenheim (1911–2009) również była psychiatrą i neurologiem.

### Wybrane prace
- Über Dipsomanie klinische Studie. Springer, (1918)
- Liquorstase bei diffuser meningitis (1925)
- Neurosen und Psychosen der weiblichen Generationsphasen. J. Springer, Wien-Berlin, (1930)